# BUSIN Wizardry Alternative
『BUSIN Wizardry Alternative』（ブシン ウィザードリィ オルタナティブ）はウィザードリィシリーズの流れを汲む3DダンジョンRPG。株式会社アトラスよりPS2用ソフトとして2001年11月15日に発売された。続編の『BUSIN 0～Wizardry Alternative NEO』（ブシンゼロ ウィザードリィ オルタナティブネオ）が2003年11月13日に発売されている。

## 概要
ウィザードリィシリーズを作っていたサーテック（Sir-Tech）社倒産後、その権利を引き継いだオンタリオ・インクが様々な会社にウィザードリィの権利を使ったゲームを製作しないかと持ちかけたという。当時アトラスに在籍していた岡田耕始も熱心なウィズファンだったためこのオファーに乗り、オリジナルのWizである本作『BUSIN』を製作した。モンスターデザインは寺田克也。開発は（株）ラクジン。海外タイトルは『Wizardry Tale of the Forsaken Land』（見捨てられた国の物語）。
自分の分身となるキャラクターを作成、最大6人のパーティー（隊）を編成。
PS2ということで、ダンジョンやモンスターのグラフィックはフルポリゴンで描かれ、従来の機種から映像面でも大きく進化した。

## システム
キャラクターメイキング
人間、ドワーフ、エルフ、ノーム、ホビットの5種族。戦士、盗賊、魔術師、僧侶、司教、騎士、侍、忍者の8職業。善・中立・悪の3属性からキャラクターを作成するという、ベーシックなウィザードリィのシステムを継承している。能力値とレベルを満たすことで属性に沿った職業へのクラスチェンジが出来る。
ここではBUSINならではの独自のシステムをいくつか紹介する。

### 主人公
本家Wizardryシリーズとは異なり、主人公を作成する必要がある。また、初期段階でキャラメイキングできるのはこの一人だけである。常にパーティーに入っていて、信頼度は存在しない。扱いは作成キャラに準ずるため、通常方法でのクラスチェンジが可能となっている。仲間が無事なら主人公が死亡してもゲームオーバーではないが、主人公が死亡することによって全滅したり、蘇生に失敗してロストすればゲームオーバーとなる。
記憶を失った冒険者という設定である。

### オリジナルキャラクター
プレイキャラクターとして扱えるゲームオリジナルのキャラクターで固有グラフィックを持つ。初期能力はおおむね作成キャラよりも高いことが多く、ほとんどのキャラが加入時点のレベルとクラスで使用可能な魔法を既に習得している。パーティにいるとイベントに加わるなどしてゲームを盛り上げてくれる。作成キャラとの決定的な違いは通常方法でのクラスチェンジが出来ないことだが、中盤で購入可能となる特殊アイテム等を使うことで任意にクラスチェンジできる。キャラクターによっては固有のアレイドを所持しており、仲間に登録されることで使用可能となる。行動によっては二度と仲間にならないこともある。ロストすることもある。
グレッグ
過去の戦闘の失敗により勇気を失った人間の忍者。開始直後に強制的に依頼で仲間に加わり、その後正式に加入することがある。
リカルド
仲間との信頼を大事にする人間の戦士。開始直後に強制的に依頼で仲間に加わり、その後正式に加入することがある。
サラ
常識的な人間の女僧侶。序盤で登場。強制的に仲間に加わり、その後、正式に加入することがある。
ルイ
一匹狼で皮肉っぽい人間の女盗賊。序盤で登場し、ガイドとしてパーティ外から助言を与える。その後、正式に加入。魔術師からクラスチェンジしたという設定であるため、中盤まで役立つ比較的強力な魔法を初期から保持している。素早さが著しく高いためアレイド戦闘の要。
ダニエル
小狡いホビットの盗賊。序盤から登場し、パーティに厄介事を押しつける。その後、いくつかの条件を満たすことで加入する。
ミシェル
孤独を愛するエルフの女魔術師。序盤から登場し、中盤で加入する。主人公の過去を知る人物の一人。
ヒナ
争いを好まない人間の女サムライ。行方不明の兄を捜している。中盤の依頼を受けることで一時加入し、達成後に加入する。ただし、その依頼を破棄すると二度と仲間にならない。
オルフェ
サムライだった父の抱える謎を追い求める女戦士。相棒の侍･アオバと共に行動する。中盤で加入するが、手順を間違うと仲間にならない。
アオバ
オルフェの相棒として行動を共にする侍。中盤でオルフェと同時に加入するが、オルフェ同様、手順を間違うと仲間にならない。
グレース
好戦的で無鉄砲な人間の女聖騎士。婚約者のユージンを思いとどまらせるため、戦士･ウォルフを従え迷宮奥深くに入り込む。終盤で加入する。
ウォルフ
グレースの従者として彼女と行動を共にする戦士。グレースと同時に加入する。
クルガン
クィーンズガードの一人。エルフの忍者。隠密部隊を率いて迷宮探索に当たっている。主人公を目の敵にしており、過去の一端を知る。終盤で加入する。
ヴァーゴ
冒険者たちの間で悪名高い女魔術師。最初のボスキャラであり、なぜか主人公たちと出会うたびに戦いになる。ゲイズハウンドやポイズンジャイアントといった強力なモンスターを従える。終盤で加入する。

### その他のキャラクター
謎の剣士
ボロボロに傷つき、剣を杖がわりにしている謎の剣士。主人公にアレイドを伝授した後、死亡する。この時点でグレッグ、リカルド、サラの信頼度が低いと離脱してしまう。また、アレイドを伝授されるとギルドで新たにキャラクターを作成することが出来るようになる。
キャスタ
オーク。謎の剣士に懐いており序盤から登場する。蘇生呪文も使え、迷宮のかなり奥深くまで一人で降りることが可能。地下5階に店を構えオーガを店番に雇っている。
ゴッツ
オーク。トラップ開発に夢中で主人公たちに協力を要請する。
ヘルガ
いい男と金儲けが大好きな女の子。序盤から依頼で登場。その後も依頼を達成していくと彼女の同志として活動していくことになる。ダンジョン内の一室を占拠して自分の部屋にしており、不在時に彼女の日記を盗み見ることが可能。
マリア
志の高い僧侶の少女。彼女の成長と依頼達成のためには特定のステータス異常になった状態で会う必要がある。
エリック
恋人のリディアに心配ばかりかけている露天商。数々の事業に失敗するもまったく懲りずに金儲けのネタを探している。中盤以降、迷宮内で合成素材売買の商店を始める。
女王オティーリエ
陰気な女王。物語のキーマン。かつては聡明かつ実直な人柄で、臣下や民からの信頼厚い人物だったがドゥーハン崩壊後は心神喪失状態となり、全権をレドゥアに託すようになった。中盤で誘拐されてしまう。
レドゥア=アルムセイ
クイーンズガードの長である老魔術師。オティーリエに心酔する厳格で高圧的な女王の片腕で、全ての魔法を使いこなす研究者でもある。
ソフィア
クィーンズガードの一人。エルフの女僧侶。一度に百を超えるアンデッドを封印し、聖女として広く慕われるがドゥーハン崩壊後は行方不明となっている。主人公と関係があったらしい。
ユージン=ギュスターヴ
ドゥーハンの騎士卿。序盤から登場するが正体は判明しない。女王を誘拐し魔物を率いて戦争を引き起こそうと目論む野心家。魔神と契約を結ぶ。グレースの婚約者だった。

### 依頼
冒険者の酒場にて依頼を受けることが出来る。特定条件を満たしたり、アイテムを獲得することで達成となる。報酬は経験値とレアアイテムであることが多い。また、一部の依頼達成によりオリジナルキャラクターが仲間として加わったり、新たな店が利用できるようになる。新規依頼は基本的には新たな下層フロアに到達することで追加されていく。

### トラスト（信頼度）システム
このゲームでは、キャラクターごとに主人公への信頼度が設定されている。
また、オリジナルのみならず作成キャラクターにも性格が設定されている。
信頼度はパーティーを組んで敵を倒す事で徐々に上昇していくが、特定の行動や会話での選択肢によっても上下する。
例えば「正義感」のキャラなら、友好的なモンスターを見逃すと信頼度が上昇し、友好的なモンスターと戦うと下がる。
信頼度を上げていけば、パーティーの絆が深まり、アレイド（同盟）アクションと言う強力な攻撃を行える。

#### アレイドアクション
パーティーメンバーが協力して行う連携攻撃。
パーティーの平均信頼度が高くなればなるほど新たなアレイドアクションが使えるようになり、また同じアレイドアクションでも効果が高くなる。
アレイドアクションの例
Wスラッシュ
前衛の戦士系二人が1体の敵に同時に攻撃を繰り出し、通常より大きなダメージを与える。物理攻撃の要でパーティーランクが高いほど攻撃力が高くなる。
ラッシュ
パーティ全員で体当たり攻撃を仕掛け、敵全員に一律ダメージを与える。ダメージはレベルに準ずるため前衛職の通常攻撃よりも低いことが多いが、敵がフロントガードを使用しなければ必ず命中するという利点がある。
フロントガード
前衛3人が一度に防御し、物理攻撃のダメージを軽減し、ステータス異常が発生するのを防ぐことができる。敵の使うラッシュを完全防御する。
牽制射撃
飛び道具を装備した後衛のキャラクター2人が前列のキャラクター2人を守る。守られている前衛に対して仕掛けられたモンスターの攻撃を飛び道具で迎撃する。
魔法協力
後衛の魔術師系2人が協力し、通常より威力の高い魔法を使う。
マジックソード
前衛の武器に後衛が魔法をかける。前衛の攻撃が命中すれば、敵の呪文抵抗力を無視して確実に魔法を命中させることができる。
マジックキャンセル
敵モンスターが呪文を発動するとき、発動される前に、後衛3人が一斉に呪文発動寸前のモンスターに、飛び道具を使用して、敵の呪文の発動を無効化させる。

### 素材
敵モンスターを倒すと、スライムの粘液、ピクシーの羽などのモンスターの体の一部が素材として入手できることがある。
これらは使用した場合体力の回復や回避力の上昇などの魔法と同様の効果を得ることができる。またヴィガー商店で複数の素材を合成して魔法石を作成してもらうことができる。

### 魔法石システム
本家『Wizardry』とは全く異なる魔法体系となっており、カティノ、マハリト、ティルトウェイトといったお馴染みの魔法は一切登場しない。（性能がよく似た魔法は存在する）たとえ魔術師や僧侶であってもレベルアップするだけでは一向に新たな魔法を覚えることはなく、習得には魔法石を使う必要がある。魔法石は稀に拾うこともあるが、基本的には素材を入手して、ヴィガー商店で合成して作り出すことになる。各魔法には最大レベルが設定されており、既に習得済となっている魔法石を使用することでレベルアップしていく。このため、低レベル魔法であってもレベルアップ次第で強力になることも多い。魔法石は素材に分解することが可能。
羊皮紙合成
特定の宝箱や依頼報酬で得られる羊皮紙には合成レシピが書かれている。特定の素材三種を合成することで特殊な魔法石が得られる。なお、三種合成の魔法石は分解不能。
合成事故
特定の素材を組み合わせて合成する場合、一定の確率で事故が起き、通常とは異なる魔法石を得られる。
分解事故
魔法石の分解時にたまに事故が発生し、元々合成していた時の組み合わせと異なる素材が得られる。序盤から高級な素材を獲得する手段。

### 死神システム
『BUSIN』でも本家『Wizardry』と同様に、死からの蘇生に失敗すると灰になり、さらに灰からの蘇生に失敗するとロストし、キャラクターが完全に消滅してしまう。
『BUSIN』では、特定の階で長時間滞在したり特定地点の通過時に高確率で現れる死神に接触すると、誰かが「死神憑き」という状態異常になり、この状態で死ぬと即座にロストする。
その代わりパーティ全員が死神憑き状態になることで「死神アレイド」を使えるようになり、また誰かが死神憑きの状態でいることによりのみ発見、通行ができる扉がある。
死神は街にある寺院で有料で祓うことができる。

## BUSIN 0 Wizardry Alternative NEO
2003年11月13日に発売をした。BUSINの400年前のドゥーハンを舞台にしているため、ナンバリングは0とされている。
システム的にはロードの高速化やアニメーションカットの導入など前作でユーザーから挙げられた不満点を改良しつつ、新しいシステムも多数取り入れられている。
前作ではモンスターデザインが寺田克也でキャラクターデザインは前納浩一が担当していたが、本作ではキャラクターデザインも寺田克也が担当している。
『月刊コミックラッシュ』（ジャイブ）2004年3月号から8月号まで漫画化作品が連載された。作画・鈴羅木かりん。
- 2004年9月7日初版 ISBN 978-4-902314-85-4

### 時間の概念
前作でも月齢による時間の概念はあったが、本作では月齢が廃止され、月日が表示されるようになった。時間はダンジョン内の移動時にリアルタイムで流れる（ダンジョン内でもキャンプ中やイベント時などは時間経過しない）。また、宿屋に泊まると1日経過する。これによって特定の期間のみ開催されるイベントが存在したり、期限内の依頼などがある。なお、本作では年齢の概念はないため、キャラクターが老化するといったことはない。

### 新職業
錬金術師 Alchemist
素材を入手しやすくなる。ダンジョン内でも「錬金術」コマンドで魔法石の合成ができる。
LV4までの魔術師魔法、僧侶魔法を習得できる。
義賊 Gizoku
戦闘中に「盗む」コマンドで敵からアイテムを盗むことができる。
LV3までの魔術師魔法、僧侶魔法を習得できる。
モンク Monk
後列からでも攻撃可能な棒を装備できる。回避率が通常よりも高い。通常の武器でもアンデッドモンスターにダメージを与える事が出来る。
LV5までの僧侶魔法を習得できる。
以上はいずれも上級職であり、この他にも条件を満たす事で「最上級職」へのクラスチェンジも可能になる。
最上級職には、「聖騎士」「黒騎士」「隠密」「将軍」「怪盗」の5種類がある。

### 新アレイドアクション
前作ではアレイドアクションは冒険者ギルドで購入するか、パーティーランクの上昇で自動的に新しいものが使えるようになった。今作では、アレイドアクションがまだ確立する前の時代で、自分たちでアレイドを作り上げるという設定になっている。今作でのアレイドの習得方法は大きく3つに分けられる。一つ目はアレイドを習得した戦士の残留思念がこめられた「識別ブレスレット」を入手すること。二つ目は戦闘中にある条件を満たすことでアレイドを自力で編み出す「発見系アレイド」。そして三つ目が既存のアレイドがある条件で変化する「変化系アレイド」。
また、今作ではアレイドは一度にセットできる数に限りがあり、セットしていないアレイドは使うことができない。アレイドごとに、「アレイドポイント（AP）」が設定されており、APは使うごとに徐々に減って行き、その分一度にセットできるアレイドの数が増える。また、パーティーランクを上げることで、セットできる枠そのものが大きくなる。
（例）ソニックソード、ウィークスマッシュ